# Carlos Menem
Carlos Saúl Menem, född 2 juli 1930 i Anillaco, La Rioja, död 14 februari 2021 i
Buenos Aires, var en argentinsk politiker. Han var Argentinas president från den 8 juli 1989 till den 10 december 1999.
Menem väckte stor uppståndelse då han 1990 beslöt att benåda alla de generaler som ingått i de militärjuntor som styrt Argentina med våld och förtryck mellan 1976 och 1983. Amnestilagarna upphävdes dock av president Néstor Kirchner år 2003 och processerna har sedan dess kunnat inledas på nytt för brott begångna under diktaturåren. Carlos Menem var fram till sin död argentinsk senator. Han hotades under tiden som senator av flera korruptionsåtal från sin tid som president.